# Gymnocephalus ambriaelacus
Gymnocephalus ambriaelacus — вид йоржів, родина Percidae. Ендемік озера Амер, басейн верхнього Дунаю в південній Німеччині. Прісноводна бентопелагічна риба, що сягає 11,7 см максимальної довжини.